# Notting Hill (film)
Notting Hill er en romantisk komedie fra 1999 instrueret af Roger Michell. Den har Hugh Grant og Julia Roberts i hovedrollerne og blev en succes både hos kritikerne og publikum, idet den blev den bedst sælgende britiske film nogensinde. Filmen foregår, som navnet siger, i London-bydelen Notting Hill, hvor den verdensberømte filmstjerne tilfældigvis møder den jordbundne boghandler. De to falder for hinanden, men der er mange forhindringer for deres kærlighed.

## Handling
William Thacker (Hugh Grant) lever i sin boghandel i Notting Hill i den daglige trummerum uden større følelsesmæssige udsving. En dag kommer den verdensberømte skuespiller Anna Scott (Julia Roberts) ind i butikken. De mødes igen kort efter på gaden, hvor William til Annas utilfredshed kommer til at spilde juice på dem begge. For at afhjælpe problemet overtaler han hende til at komme hjem i sit hus i nærheden for at rense hendes tøj, og her løsnes stemningen op. Et let kys fra Anna på vejen ud bliver startskuddet for deres gensidige tiltrækning.
Nogle dage senere finder William ud af, at hans lejer, den excentriske Spike (Rhys Ifans), har modtaget en telefonbesked fra Anna om, at hun gerne vil møde ham. Hun bor på hotel under pseudonym, og William opsøger hende her blot for at opdage, at der er en række interviews i gang. William bliver fejlagtigt antaget for at være journalist og kommer på den måde i audiens hos Anna, dog først efter at have talt med en række andre medvirkende fra Annas film. Det lykkes dog William under forløbet at invitere Anna med til sin søster, Honeys (Emma Chambers), fødselsdag.
Ved fødselsdagsfesten møder Anna Williams venner, der bliver ganske overvældede over at få besøg af en stjerne, men Anna nyder selskabet. Anna og William begynder nu at komme sammen, men forholdet forstyrres af Annas tidligere kæreste, der dukker op fra USA. Selv om Anna nægter, at forholdet stadig finder sted, trækker William sig tilbage, idet han ikke føler, at han hører til i Annas cirkler. Imidlertid opsøger Anna snart efter William for at få et sted at opholde sig, efter at nogle nedværdigende billeder af hende er dukket op i pressen. Nu finder de to for alvor sammen og ender med at sove sammen. 
Næste morgen bliver William imidlertid overrasket af en hær af fotografer uden for sin dør. Nyheden om Annas nye kæreste er lækket af Spike på pubben, og Anna må flygte. William indser, at deres forhold ikke kunne have nogen fremtid.
Nogen tid efter kommer Anna igen til England for at indspille film, og hun inviterer William til at overvære indspilningen. I den forbindelse kommer han til at overhøre, at hun over for en anden skuespiller omtaler William som "bare en fyr", og han lusker endnu engang væk, nedtrykt. Næste dag kommer Anna til boghandlen for at trygle ham om at give hende en chance, men William mener ikke, at det vil gå, og afviser hende. Han bliver imidlertid i tvivl og spørger sine venner til råds, og han indser, at han netop har begået sit livs fejltagelse. 
Sammen med vennerne søger han at få kontakt med Anna, inden hun forlader landet, og efter en række forviklinger ender han igen med at spille journalist, der midt i en stor pressekonference med fordækte udtalelser frier til Anna. Hun forstår, og giver ham sit svar ...

## Produktion

### Udvikling
Efter Fire bryllupper og en begravelse, der med et meget beskedent budget var blevet en overraskende stor succes, var det oplagt at lade manuskriptforfatteren Richard Curtis forsøge at gentage succesen. Han havde en ide, som blandt andet instruktøren Mike Newell afslog at lave, inden produceren fandt frem til Roger Michell.

### Casting
Holdet havde Julia Roberts som sit ønske til hovedrollen, men havde ikke det store håb om, at hun ville sige ja. Imidlertid var hun så begejstret for manuskriptet, at hun straks indvilligede. At få Hugh Grant med var det ikke noget problem, da han og Curtis allerede med Fire bryllupper og en begravelse havde indset, at de fungerede godt sammen.

### Optagelse
Filmens udendørsscener blev optaget på stedet i Notting Hill, selv om holdet fra starten var bekymrede for, om der ville blive for meget opmærksomhed. Det lykkedes dog at få nogenlunde fred til optagelserne, men områdets beboere måtte lokkes til at give tilladelse til optagelserne, ved at filmselskabet lovede at give penge til deres favoritvelgørenhedsinstitution. En del af filmen blev indspillet på Portobello Road, mens andre scener blev optaget på hoteller og i parker i byen.

### Musik
Musikken til filmen blev lavet af Trevor Jones, der også havde skrevet musikken til Fire bryllupper og en begravelse. Originalmusikken blev suppleret af en række sange, herunder Charles Aznavours She, der til filmen blev indsunget af Elvis Costello, samt Ronan Keatings version af countrysangen When You Say Nothing at All. Sidstnævnte blev et stort hit for Keating og nåede førstepladsen på hitlisten i England.

## Medvirkende
- Julia Roberts som Anna Scott, stjerneskuespiller
- Hugh Grant som William Thacker, boghandler
- Rhys Ifans som Spike, Williams lejer
- Emma Chambers som Honey, Williams lillesøster
- Tim McInnerny som Max, Williams bedste ven
- Gina McKee som Bella, Max' kone, der sidder i kørestol
- Hugh Bonneville som Bernie, børsmægler og Max' ven
- James Dreyfus som Martin, Williams homoseksuelle butiksmedhjælper
- Alec Baldwin som Annas amerikanske ekskæreste

## Modtagelse

### Kritik
Filmen fik overvejende gode anmeldelser af kritikerne, og den blev endnu bedre modtaget af publikum. I løbet af få måneder nåede filmen en indtjening, der satte ny rekord for en britisk film. Også i Danmark fik filmen stor succes, blandt andet blev det den mest sete film på tv, da den havde premiere her i 2002

### Priser
Filmen indbragte endvidere en række priser, dog oftest ikke blandt de meste prestigefyldte. Det blev til flere normeringer til blandt andet Golden Globe-uddelingerne, mens det blev til en pris som årets britiske komedie, lige som filmens musik vandt årets Brit Awards-pris.

## Citater
Filmen indeholder en lang række mindeværdige citater, f.eks.
- Anna (i boghandlen, beder William om tilgivelse): "Don't forget... I'm also just a girl, standing in front of a boy, asking him to love her." ("Og glem ikke, jeg er også blot en pige, der står foran en dreng og beder ham om at elske sig")
- Honey (da William konfererer med vennerne til sidst): "William just turned down Anna Scott." – Spike: "You daft prick" ("William har lige afvist Anna Scott" – "Din store nar")
- Anna (til et herreselskab ved nabobordet på en restaurant): "Hi. I just wanted to apologize for my friend, he's very sensitive. (..) I'm sure you didn't mean any harm, I'm sure it was just friendly banter. I'm sure you guys have dicks the size of peanuts. Enjoy your dinner, the tuna's really good." ("Hej. Jeg ville bare undskylde for min ven, han er ret følsom. (..) Jeg er sikker på, at I ikke gjorde det med vilje, det var nok bare en harmløs spøg. Jeg er sikker på, at jeres pikke er på størrelse med jordnødder. Velbekomme, tunfisken er virkelig god.")
- William (da fotograferne belejrer hans hus): "Was it you?" – Spike: "I may have told a few people down the pub" ("Var det dig?" – "Måske har jeg nævnt det for et par stykker på pubben")

## Eksterne Henvisninger
- Notting Hill på Internet Movie Database (engelsk)
- Notting Hill på Filmdatabasen
- Notting Hill på Scope
- Notting Hill i Svensk Filmdatabas (svensk)
- Notting Hill i Svensk mediedatabas (svensk)
- Notting Hill på AlloCiné (fransk)
- Notting Hill på MovieMeter (nederlandsk)
- Notting Hill på AllMovie (engelsk)
- Notting Hill hos American Film Institute (engelsk)
- Notting Hill hos British Film Institute (engelsk)